# Le Grand-Madieu
Le Grand-Madieu è un comune francese di 165 abitanti situato nel dipartimento della Charente, nella regione della Nuova Aquitania.

## Società

### Evoluzione demografica
Abitanti censiti